# Леонтович, Фёдор Александрович
Фёдор Александрович Леонтович (10 августа 1904, Киев — 25 января 1969, Москва) — советский кинооператор, специалист по подводным съёмкам.

## Биография
Родился в 1904 году в Киеве. Мать — Любовь Васильевна Леонтович, революционерка, бестужевка, в 1920-е годы работала директором детского дома для беспризорников в Шатуре. Отец неизвестен, его мать познакомилась с ним во время тюремного заключения за революционную деятельность.
Воспитывался дядей — учёным-физиологом А. В. Леонтовичем.
Активный комсомолец — организатор работы с пионерами от окрукома РКСМ, спортсмен — в 1923 году окончил Первые рабочие курсы физкультуры.
С марта 1925 года — ученик осветителя объединения «Совкино», с 1926 года— ассистент оператора, снимал сюжеты для кинопериодики.
С 1931 года — оператор, руководитель подводных съёмочных групп, консультант объединения «Союзкино» и киностудии ЦСДФ.
В 1936 году создал отечественный подводный киносъемочный аппарат, в 1937 году занимался научными разработками в ЭПРОНе.
В годы Великой Отечественной войны — фронтовой кинооператор, воентехник 2-го ранга. В 1943 году был награжден медалью «За боевые заслуги» за разработку прибора для установки кинокамеры на самолёт, повысившего качество съемок во время боевых вылетов. Также был награждён орденом Орден Отечественной войны II степени (1945), медалями «За оборону Москвы» (1942), «За победу над Германией» (1945). Один из операторов снимавших «Парад Победы».
В 1945—1968 годах — оператор Центральной студии документальных фильмов, с 1951 года руководил организацией и проведением подводных съёмок.
В 1955 году первым в СССР освоил широкоэкранную оптику.
Член Союза кинематографистов СССР с 1958 года.
Умер 25 января 1969 года в Москве.

## Фильмография
Художественные:
- 1958 — Голубая стрела — оператор подводных съёмок
- 1961 — Человек-амфибия — оператор подводных съёмок
- 1968 — Золотой телёнок — консультант подводных съёмок, также сыграл эпизодическую роль

Документальные, выборочно:
- 1943 — Орловская битва
- 1944 — К вопросу о перемирии с Финляндией
- 1945 — Парад Победы